# Parodontidae
Parodontidae là một họ cá nước ngọt của bộ Cá chép mỡ (Characiformes). Họ này có ba chi bao gồm khoảng 32 loài, mặc dù một số loài chưa được mô tả. Những loài cá này hầu hết là sinh vật đáy và sống ở các suối núi phía đông Panama và Nam Mỹ. Trước đây họ này được coi là một phân họ của họ Hemiodontidae.